# 丁岩礁

苏岩礁以及东海大陆架分布圖

丁岩礁（韓語：波浪礁，파랑초），是东中国海上的一个暗礁，在苏岩礁东北方向4.5公里。该暗礁长372米，宽169米，面积5.28万平方米。
中国于1999年、2001年、2002年对该暗礁进行调查，并将其命名为“丁岩”。中國海警船在丁岩礁附近海域常態巡邏。